# Terra di cinema
Terra di cinema è un festival di cinema italiano che si svolge ogni anno nel comune di Tremblay-en-France in Francia.